# 披针叶荛花
披针叶荛花（学名：Laplacea lanceolata）是山茶科南美大头茶属的植物。分布在台湾岛等地，目前尚未由人工引种栽培。